# József Bakucz
József Bakucz (n. 1929 – d. 1990) a fost un scriitor maghiar.
1. 1 2  Bakucz József, Magyar életrajzi lexikon, accesat în 9 octombrie 2017
2. 1 2  József Bakucz, Autoritatea BnF
3. ↑  IdRef, accesat în 5 martie 2020